# Neue Jüdische Pester Zeitung
Die Neue Jüdische Pester Zeitung war eine jiddischsprachige Zeitung, die von 1884 bis 1888 in Budapest im Königreich Ungarn in der Habsburgermonarchie erschienen ist.